# Patrick Béthune
Pour les articles homonymes, voir Bethune.
Patrick Béthune est un acteur français, né le 28 mai 1956 à Paris 16e et mort le 9 novembre 2017 à Paris 5e.
Pratiquant activement le doublage, il a été la voix française régulière de Brendan Gleeson, Kiefer Sutherland (dont la série 24 heures chrono), John Schneider, et Treat Williams mais aussi une des voix de John Travolta. En 2012, à la suite du décès de Marc Alfos, il est également devenu une des voix régulières de Russell Crowe,, et à partir de 2013, de Robert Redford,, succédant à Claude Giraud, parti à la retraite cette même année.
En animation, il a également été la voix du Capitaine Haddock dans Les Aventures de Tintin : Le Secret de La Licorne, (2011), Ruel Stroud dans Wakfu (2008-2017), Luxus Dreyar dans Fairy Tail (2011-2017) et Dave McKenzie dans Lastman (2016).
Actif régulièrement dans le jeu vidéo, il était notamment la voix de Jim Raynor dans la saga StarCraft (2010-2017) et Nazir dans The Elder Scrolls V: Skyrim (2011). Dans les jeux Fallout, il était également la voix des goules dans Fallout 3 (2008) ainsi que celle de Raul Tejada dans Fallout: New Vegas (2010).

## Biographie

### Débuts et enfance
Patrick Georges Maurice Béthune naît le 28 mai 1956 à Paris 16e.

### Parcours
Après avoir exercé les métiers d'organisateur de concerts (comme Frank Zappa, Donna Summer, Bob Marley ou encore les Rolling Stones, etc.) et de brocanteur (durant 15 ans), Patrick Béthune, dès le début des années 2000, s'oriente vers le théâtre puis se professionnalise dans le doublage. C'est notamment en doublant Kiefer Sutherland, de 2001 à 2010, dans la série 24 heures chrono, qu'il se fait connaître du grand public.

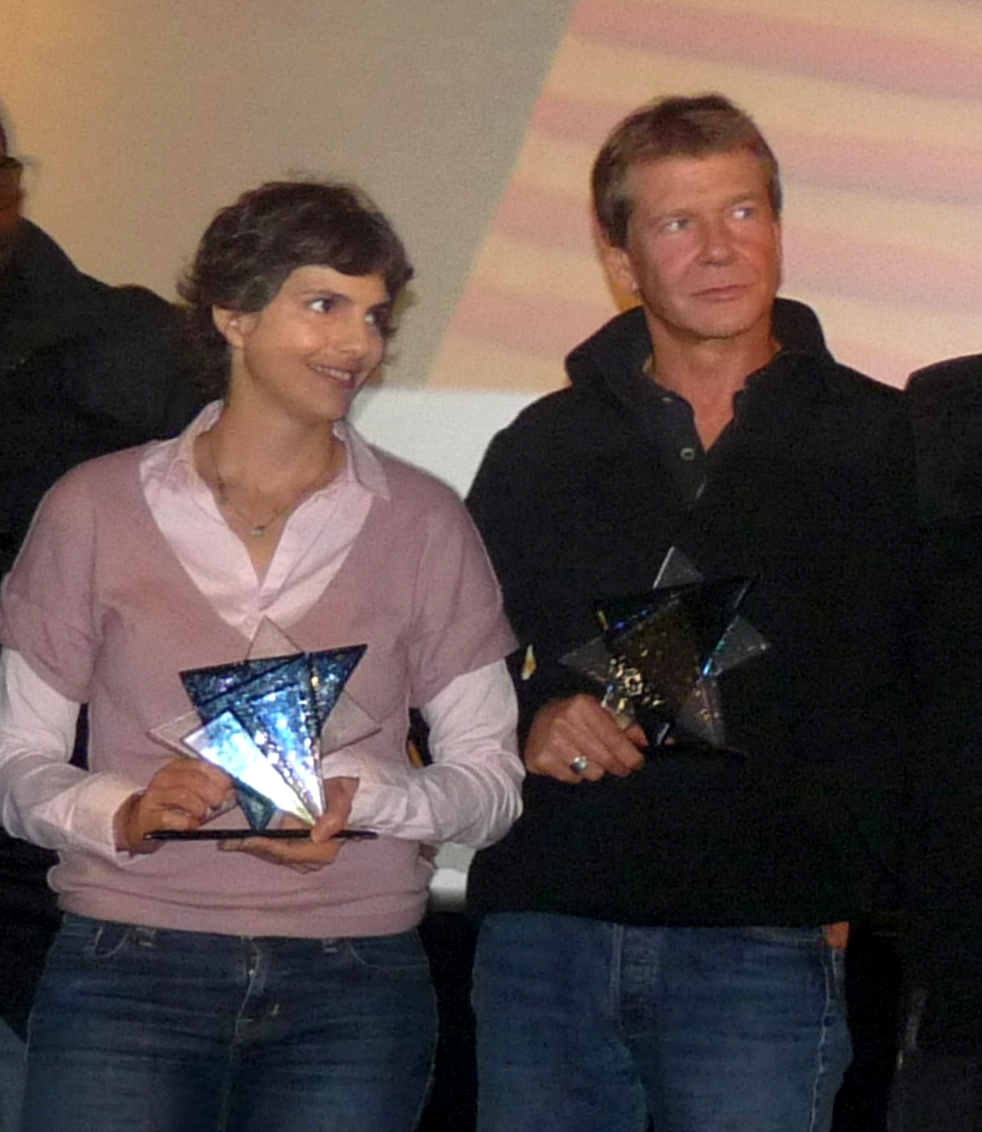
Patrick Béthune au 6e Festival international « Voix d'Étoiles », recevant le 1er prix d'interprétation masculine.

En 2011, contacté pour effectuer la voix d'un personnage dans la bande annonce du film Les Aventures de Tintin : Le Secret de La Licorne, il demande à passer le casting vocal prévu pour choisir le comédien qui doublera le Capitaine Haddock dans le film, étant lui-même un fan de l'univers de Tintin. Il obtient alors la possibilité de doubler le personnage. Et, le 29 octobre 2011, Patrick Béthune reçoit à Port Leucate, au 6e Festival international « Voix d'Étoiles », le 1er prix d'interprétation masculine des voix du cinéma d'animation pour le Capitaine Haddock dans le film Les Aventures de Tintin : Le Secret de La Licorne de Steven Spielberg,.

### Mort
Patrick Béthune meurt d'un cancer le 9 novembre 2017 à Paris 5e,, à l'âge de 61 ans.
Il est incinéré le 17 novembre 2017 au crématorium-columbarium du Père-Lachaise.

## Théâtre
- 1992 : Troïlus et Cressida mise en scène de Jerzy Klezyk : Ajax
- 1993 : Le Chapeau de paille d'Italie mise en scène d'Anne Clévy : Bobin
- 1994 : Tête d'or mise en scène de Richard Couaillet : Tête d'Or
- 1995 : Le bout de la route mise en scène de Catherine Brieux : Jean
- 1997 : Les Sept contre Thèbes mise en scène de Frédéric Fuster : Héraut
- 1998 : Huis clos mise en scène de Stéphane Aucante : Garcin
- 1998 : L'Ange assassin mise en scène de Stéphane Aucante : l'inspecteur
- 2000 : Les Mouches mise en scène de Stéphane Aucante : Jupiter
- 2002 : La Manie de la villégiature mise en scène de Stéphane Aucante : Filipo
- 2003 : Le Mariage de Figaro mise en scène de Stéphane Aucante : Figaro
- 2014 : Jules César mise en scène de Marion Lécrivain : Jules César

## Filmographie

### Cinéma

#### Longs métrages
- 2002 : La Cuirasse de Frédéric Provost
- 2002 : Cuentos de hadas para dormir cocodrilos d'Ignacio Ortiz
- 2006 : Fixion de Fouad Benhammou
- 2007 : Christian d'Élisabeth Löchen : Patrick (également direction d'acteurs)
- 2008 : Ils deviendront une seule chair de Matthieu Frison (moyen métrage)
- 2008 : La Femme de Roger Gabesque d'Emmanuel Plasseraud (moyen métrage)

#### Courts métrages
- 1999 : Fourrière de Frédéric Provost
- 2000 : Au suivant ! de Frank Calderon
- 2002 : Sueurs de Nathalie Jeanselle
- 2003 : La Débâcle d'Emmanuel Plasseraud
- 2005 : La Place de Laurent Maria
- 2006 : Le Blues des deux alcooliques d'Élizabeth Richard
- 2006 : Envers et contre tout de Fouad Benhammou
- 2006 : HHB de Fouad Benhamou
- 2008 : Cosa Nostra d'Élizabeth Richard
- 2013 : Being Homer Simpson d'Arnaud Demanche
- 2013 : La Vie en vert : l'éléphant[11]
- 2014 : Un job de fou de Geoffroy Cantou-Carrassoumet : l'inspecteur (série de courts métrages)
- 2015 : AFYA - Away From You All de Coin3ip (Ben Martin) : Afya
- 2016 : Mirage : Anthony Stavios (web-série)
- 2016 : Man of Tomorrow d'Hugues Puyau : Jonathan Kent

## Doublage
Note : les dates en italique correspondent aux sorties initiales des films dont Patrick Béthune a assuré le redoublage ou le doublage tardif.

### Cinéma

#### Films
- Brendan Gleeson dans (15 films) :
  - Harry Potter et la Coupe de feu (2005) : Alastor Maugrey
  - La Légende de Beowulf (2007) : Wiglaf
  - Harry Potter et l'Ordre du Phénix (2007) : Alastor Maugrey
  - Harry Potter et les Reliques de la Mort (2010) : Alastor Maugrey
  - L'Irlandais (2011) : le sergent Gerry Boyle
  - Sécurité rapprochée (2012) : David Barlow
  - L'Ombre du mal (2012) : le colonel Hamilton
  - Edge of Tomorrow (2014) : Général Brigham
  - Hysteria (2014) : l'aliéniste
  - Au cœur de l'océan (2015) : Thomas Nickerson
  - Les Suffragettes (2015) : Steed
  - Assassin's Creed (2016) : Joseph Lynch
  - Ils vivent la nuit (2016) : Thomas Coughlin
  - À ceux qui nous ont offensés (2016) : Colby
  - Paddington 2 (2017) : « Knuckles » McGinty
- Kiefer Sutherland dans (9 films) :
  - Pour quelques minutes de bonheur (2003) : Roy
  - Destins violés (2004) : Hart
  - River Queen (en) (2005) : Doyle
  - The Sentinel (2006) : David Breckinridge
  - Mirrors (2008) : Ben Carson
  - Pompéi (2014) : le sénateur Corvus
  - Forsaken (2015) : John Henry Clayton
  - Zoolander 2 (2016) : mâle alpha
  - L'Expérience interdite : Flatliners (2017) : Dr Barry Wolfson
- Russell Crowe dans (7 films)
  - Jeux de pouvoir (2009) : Cal McAffrey
  - Les Misérables (2012) : Javert
  - L'Homme aux poings de fer (2013) : Jack Canif
  - Broken City (2013) : Nicholas Hostetler
  - Noé (2014) : Noé
  - La Promesse d'une vie (2014) : Joshua Connor
  - La Momie (2017) : Dr Henry Jekyll / Mr Hyde
- Vinnie Jones dans (5 films) :
  - X-Men : L'Affrontement final (2006) : Le Fléau / Cain Marko
  - Les Condamnés (2007) : Ewan McStarley
  - Évasion (2013) : Drake
  - A Certain Justice (2014) : Bennett
  - Absolution (2015) : le boss
- Robert Redford dans (5 films) :
  - Sous surveillance (2012) : Jim Grant / Nick Sloan
  - All Is Lost (2013) : l'homme
  - Truth : Le Prix de la vérité (2015) : Dan Rather
  - The Discovery (2017) : Thomas Harbor
  - Nos âmes la nuit  (2017) : Louis Waters
- Stellan Skarsgård dans (4 films) :
  - L'Exorciste : Au commencement (2004) : le père Lankester Merrin
  - Arn, le royaume au bout du chemin (2008) : Birger Brosa
  - Un chic type (2010) : Ulrik
  - Millénium : Les Hommes qui n'aimaient pas les femmes (2011) : Martin Vanger
- Kelsey Grammer dans (4 films) :
  - Transformers : L'Âge de l'extinction (2014) : Harold Attinger
  - Expendables 3 (2014) : Bonaparte
  - Bad Luck (2014) : Angelo Aldobrandini
  - Entourage (2015) : lui-même
- Shahrukh Khan dans :
  - La Famille indienne (2001) : Rahul Raichand
  - New York Masala (2003) : Aman Mathur
  - Swades : Nous, le peuple (2004) : Mohan Bhargav
- Ray Winstone dans :
  - Indiana Jones et le Royaume du crâne de cristal (2008) : Mac MacHale
  - Gunman (2015) : Stanley Edgerton
  - Point Break (2015) : Angelo Pappas
- John Travolta dans :
  - From Paris with Love (2010) : Charlie Wax
  - Criminal Activities (2015) : Eddie
  - The Revenge (2016) : Stanley Hill
- Ray Stevenson dans :
  - Irish Gangster (2011) : Danny Greene
  - Thor (2011) : Volstagg
  - Big Game (2014[n 1]) : Morris
- John Callen dans :
  - Le Hobbit : Un voyage inattendu (2012) : Óin
  - Le Hobbit : La Désolation de Smaug (2013) : Óin
  - Le Hobbit : La Bataille des Cinq Armées (2014) : Óin
- Bill Camp dans : 
  - Twelve Years a Slave (2013) : Radburn
  - Welcome Back (2015) : Bob Largent
  - Loving (2016) : Frank Beazley
- Sam Neill dans :
  - Les Enfants de la Révolution (1996) : Dave / l'agent Neuf
  - Skin (2008) : Abraham Laing
- Andy Serkis dans :
  - King Kong (2005) : Lumpy
  - Les Aventures de Tintin : Le Secret de La Licorne (2011) : Capitaine Haddock / François de Hadoque
- Vincent D'Onofrio dans :
  - La Rupture (2006) : Dennis Grobowski
  - Sinister (2012) : le professeur Jonas
- Mark Ryan dans :
  - Transformers (2007) : Bumblebee (voix)
  - Transformers 2 : La Revanche (2009) : Jetfire (voix)
- Thomas F. Wilson dans :
  - The Informant! (2009) : Mark Cheviron
  - Les Flingueuses (2013) : le capitaine Woods
- Sean Bean dans :
  - Percy Jackson : Le Voleur de foudre (2010) : Zeus
  - Death Race 2 (2011) : Markus Kane
- Jared Harris dans :
  - Lincoln (2013) : Ulysses S. Grant
  - Alliés (2016) : Frank Heslop
- Uwe Kockisch dans : 
  - Rouge rubis (2013) : Falk de Villiers
  - Bleu saphir (2014) : Falk de Villiers
- Dan Aykroyd dans :
  - Get on Up (2014) : Ben Bart
  - Tammy (2014) : Don
- 1932[n 2] : Scarface : Antonio (Paul Muni[1]) (2e doublage)
- 1963[n 3] : L'Halluciné : lieutenant André Duvalier (Jack Nicholson)
- 1972[n 4] : Les rebelles viennent de l'enfer : Orin (Ed Lauter) et le sergent (Todd Martin)
- 1974[n 5] : Conversation secrète : Harry Caul (Gene Hackman[1])  (2e doublage)
- 1978[n 6] : Superman : l'inspecteur Patterson (Steve Kahan) (2e doublage)
- 1982[n 7] : E.T. l'extra-terrestre : Keys (Peter Coyote[1]) (2e doublage)
- 1989[n 8] : Brouilles et Embrouilles : Herman Whipple (Jaffe Cohen) et Lucas (William Hill)
- 1991[n 9] : Dragon Ball, le film : La Légende des sept boules de cristal : Westwood (Yamcha) (Cheng Tung-Chuen[12])
- 1999[n 10] : Two Hands : Michael (Steven Vidler)
- 2001 : L'Aventurier du grand nord : Ned Parker (Lochlyn Munro)
- 2001 : Human Nature : Frank (Peter Dinklage)
- 2002 : Stuart Little 2 : le plombier (Brad Garrett)
- 2002 : Arrête-moi si tu peux : M. Kesner (Alex Hyde-White)
- 2002 : Sex fans des sixties : Raymond Kingsley (Robin Thomas)
- 2002 : Loin du paradis : Stan Fine (Michael Gaston)
- 2002 : Le Temps d'un automne : Dr Carter (David Lee Smith)
- 2003 : Tout peut arriver : Dave (Paul Michael Glaser)
- 2003 : Ong-bak : le présentateur ( ? )
- 2003 : Le Divorce : Tellman (Matthew Modine)
- 2004 : Amour et amnésie : le shérif (Esmond Chung)
- 2004 : La Mémoire du tueur : Major De Keyzer (Filip Peeters)
- 2004 : Criminal : Henry the Angry Man (Jack Conley)
- 2004 : Paparazzi : Objectif chasse à l'homme : Wendell Stokes (Daniel Baldwin)
- 2004 : Entre les mains de l'ennemi : l'officier Teddy Goodman (Clark Gregg)
- 2004 : Dead and Breakfast : le shérif (Jeffrey Dean Morgan)
- 2005 : La Maison de cire : le shérif (Andy Anderson)
- 2005 : L'Interprète : Simon Broome (Hugo Speer)
- 2005 : Seven Swords : le prince Dokado (Michael Wong)
- 2005 : Fog : Père Malone (Adrian Hough)
- 2005 : In Her Shoes : Jim Danvers (Richard Burgi)
- 2005 : Burt Munro : Jerry (Bruce Greenwood)
- 2005 : Miss FBI : Divinement armée : Collins (Treat Williams)
- 2006 : La Couleur du crime : Reverend Longway (Clarke Peters)
- 2006 : Le Diable s'habille en Prada : Irv Ravitz (Tibor Feldman)
- 2006 : Man of the Year : News Anchor #1 (Chris Matthews)
- 2006 : Road House 2 : Shane Tanner (Johnathon Schaech)
- 2007 : Die Hard 4 : Retour en enfer : Jack Parry (Joe Gerety)
- 2007 : XXY : Washington (Cesar Troncoso)
- 2007 : Lions et Agneaux : Howard (Kevin Dunn)
- 2008 : The Wrestler : Necro Butcher (Dylan Keith Summers)
- 2008 : High School Musical 3 : Nos années lycée : le coach Jack Bolton (Bart Johnson)
- 2008 : Deux Sœurs pour un roi : Thomas Howard, duc de Norfolk (David Morrissey)
- 2008 : Clean Break : Détective Jiménez (Mingo Rafols)
- 2008 : Marley et moi : Dr. Sherman (Tom Irwin)
- 2008 : Largo Winch : Stephan Marcus (Steven Waddington)
- 2009 : Démineurs : colonel Reed (David Morse)
- 2009 : Ma belle-famille en Italie : Eberhard (Peter Prager)
- 2009 : L'Enquête : Thomas Schumer (Ian Burfield)
- 2009 : L'Assistant du vampire : Larten Crepsley (John C. Reilly)
- 2009 : Middle Men : Morgan (John Ashton)
- 2010 : Le Monde de Narnia : L'Odyssée du Passeur d'Aurore : Lord Drinian (Gary Sweet)
- 2010 : Tron : L'Héritage : Alan Bradley / Tron (Bruce Boxleitner)
- 2010 : Submarine : M. Davey (Steffan Rhodri)
- 2010 : The Reef : Warren (Kieran Darcy-Smith)
- 2010 : The Killer Inside Me : Billy Boy Walker (Bill Pullman)
- 2010 : Territoires : le détective Rick Brautigan (Stephen Shellen)
- 2010 : Arthur 3 : La Guerre des deux mondes : le capitaine Bellerive (Stephen Shagov)
- 2010 : Unstoppable : Hoffman (Kevin McClatchy)
- 2011 : Blood Out : Michael Savion (Luke Goss)
- 2011 : Contagion : Jon Neal (Steven Soderbergh)
- 2011 : Very Bad Trip 2 : un tatoueur (Nick Cassavetes)
- 2011 : 11 : Joseph Crone (Timothy Gibbs)
- 2011 : Numéro Quatre : Frank (Brian Howe)
- 2011 : Happy New Year : lui-même (Ryan Seacrest)
- 2011 : Headhunters : Brede Sperre (Reidar Sörensen)
- 2011 : Comme Cendrillon : Il était une chanson : Guy Morgan (Dikran Tulaine[n 11])
- 2011 : Colombiana : Don Luis (Beto Benites)
- 2011 : Wu Xia : Tanzi (Wu Jiang)
- 2012 : John Carter : Tal Hajus (Thomas Haden Church)
- 2012 : Cheval de Guerre : Ted Narracott, le père d'Albert (Peter Mullan)
- 2012 : Avengers : l'Autre (Alexis Denisof)
- 2012 : The Bay : Dr Sacerdoti (Divakar Shukla)
- 2013 : Django Unchained : Butch Pooch (James Remar)
- 2013 : After Earth : le commandant Velan (Glenn Morshower)
- 2013 : Man of Steel : Henry Ackerdson (Tahmoh Penikett)
- 2013 : Big Bad Wolves : Rami (Menashe Noy)
- 2013 : World War Z : le capitaine Mullenaro (David Andrews)
- 2013 : Deux sœurs : le prêtre (Jürgen Haug)
- 2014 : Brick Mansions : Berringer (Andreas Apergis)
- 2014 : The Raid 2: Berandal : Reza (Roy Marten)
- 2014 : Sabotage : Tom « Pyro » Roberts (Max Martini)
- 2014 : Equalizer (The Equalizer) : Slavi (David Meunier)
- 2014 : Écho : le père d'Emma (Peter Mackenzie)
- 2014 : Lucy : Pierre Del Rio (Amr Waked)
- 2014 : Fury : le capitaine Waggoner (Jason Isaacs)
- 2014 : Exodus: Gods and Kings : Aaron (Andrew Tarbot)
- 2014 : Sin City : J'ai tué pour elle : Commissaire Liebowitz (Jude Ciccolella)
- 2014 : Kingsman : Services secrets : Dean (Geoff Bell)
- 2014 : Broadway Therapy : Al Patterson (Richard Lewis)
- 2014 : Black Sea : Fraser (Ben Mendelsohn)
- 2014 : I Am Soldier : Major Pritchard (Ian Pirie)
- 2014 : Opération Muppets : Constantine (Matt Vogel) (voix)
- 2015 : Jane Got a Gun : Bill Hammond (Noah Emmerich)
- 2015 : El Clan : Arquimedes Puccio (Guillermo Francella)
- 2015 : Eye in the Sky : James Willett (Iain Glen)
- 2015 : Room : Leo (Tom McCamus)
- 2015 : Holding the Man : Barry (Geoffrey Rush)
- 2015 : La Peau de Bax : Ramon Bax (Alex Van Warmerdam)
- 2015 : Le Pont des espions : Lynn Goodnough (John Rue)
- 2015 : Ted 2 : Karl Jackson (Jay Patterson) et le président exécutif annonçant le nouveau Superman (Scott Wahle)
- 2016 : Nola Circus : Enzo (Gianni Boromei)
- 2016 : American Nightmare 3 : Élections : Earl (Terry Serpico)
- 2016 : Tu ne tueras point : le colonel Stelzer (Richard Roxburgh)
- 2016 : Rupture : Terrence (Peter Stormare)
- 2016 : Tigre et Dragon 2 : Poignets de fer (Park Woon-young)
- 2016 : Gods of Egypt : Bek âgé / le narrateur (Lindsay Farris (en)) (voix)
- 2016 : Suicide Squad : le général Edwards (Aidan Devine)
- 2016 : Instinct de survie : le père de Nancy et Chloé (Brett Cullen)
- 2016 : Goat : l'inspecteur Burke (Kevin Crawley)
- 2017 : Logan : le major (James Moses Black)
- 2017 : Angle mort : Jan Verbeek (Peter Van Den Begin)
- 2017 : Atomic Blonde : C (James Faulkner)
- 2017 : La Tour sombre : voix additionnelles
- 2017 : Kingsman : Le Cercle d'or : l'agent Champagne (Jeff Bridges)

#### Films d'animation
- 2000 : Vampire Hunter D: Bloodlust : Polk
- 2001 : La Cour de récré : Vive les vacances ! : le coach au baseball
- 2001 : Sakura wars: The movie : Ikki Yoneda
- 2003 : Wonderful Days : le chef des armées
- 2004 : Appleseed : Briareos
- 2006 : Ghost in the Shell: S.A.C. Solid State Society : Borma
- 2008 : Barbie Mariposa : Lord Gastrous
- 2008 : Dead Space: Downfall : Dr Kyne
- 2008 : Delgo : le général Bogardus[n 12]
- 2009 : Monstres contre Aliens : le général W. Putsch[n 13]
- 2010 : La Ligue des justiciers : Conflit sur les deux Terres : Owlman[n 14]
- 2012 : Fairy Tail, le film : La Prêtresse du Phœnix : Luxus Draer
- 2012 : Les Mondes de Ralph : Clyde du jeu Pac-Man
- 2013 : Le vent se lève : Satomi
- 2013 : Le Manoir magique : le chihuahua
- 2013 : Le Conte de la princesse Kaguya : le grand conseiller Otomo
- 2014 : Opération Casse-noisette : King
- 2014 : Le Chant de la mer : Connor, le père de Ben et Maïna / Mac Lir[n 15]
- 2015 : Objectif Lune : Frank Goldwing
- 2015 : Tom et Jerry : Mission espionnage : Spike
- 2017 : Capitaine Superslip : Mr Rèche
- 2017 : L'Étoile de Noël : le meunier

#### Court métrage
- 2017 : On s'est fait doubler ![13] : le flic psychopathe (Emmanuel Bonami)

### Télévision

#### Téléfilms
- John Schneider dans :
  - Un Noël en famille (2002) : Joel Wallace
  - Magnitude 10,5 (2004) : Clark Williams
  - L'Étoffe d'un champion (2007) : Jim Kliekan[n 16]
  - Requins : L'Armée des profondeurs (2008) : Daniel Wilder[n 16]
  - Un amour ne meurt jamais (2011) : le pasteur Frank
  - L'Amour au fil des pages (2014) : Frank
  - Meurtres en famille (2016) : Huff Hoyle

- Mike Dopud dans :
  - La Trève de Noël (2015) : Dubois
  - L'Intuition d'une mère (2015) : l'inspecteur Coyle
  - Deadly Voltage (2015) : Jamie

- Bart Johnson dans :
  - High School Musical : Premiers Pas sur scène (2006) : le coach Jack Bolton
  - High School Musical 2 (2007) : le coach Jack Bolton
- 2002 : Crime de sang : Redmond Sawyer (John Atkinson)
- 2008 : 24 Heures chrono : Redemption : Jack Bauer (Kiefer Sutherland)
- 2009 : Le Bateau de l'espoir : Doug (Treat Williams)
- 2010 : Le Noël d'Heartland : Jack Bartlett (Shaun Johnston)
- 2011 : Un peu, beaucoup, à la folie : Sam (Max Martini)
- 2012 : Lune de miel tragique : l'inspecteur Gary Campbell (Gary Sweet)
- 2013 : Ma vie avec Liberace : Seymour Heller (Dan Aykroyd)
- 2013 : Accusée par erreur : Ed (Jim O'Heir)
- 2013 : Une mémoire d'éléphant : Dr Willoughby (Iain Glen)
- 2014 : Noël au soleil : William Rees (Mark Lindsay Chapman)
- 2015 : Killing Jesus : le roi Herod (Kelsey Grammer)
- 2016 : Se méfier des apparences : le lieutenant Pearson (Al Sapienza)
- 2016 : Confirmation (en) : Jack Danforth (Bill Irwin)

#### Séries télévisées
- John Schneider dans (8 séries) :
  - Les Anges du bonheur (2001) : Joshua Winslow (2 épisodes)
  - Smallville (2001-2011) : Jonathan Kent / Brainiac / Tina Greer (114 épisodes)
  - Journeyman (2007) : Dennis Armstrong (saison 1, épisode 8)
  - Nip/Tuck (2007-2009) : Ram Peters (5 épisodes)
  - Les Experts : Miami (2008) : Charles Brighton (saison 6, épisode 18)
  - 90210 Beverly Hills : Nouvelle Génération (2009-2010) : Jeffrey Sarkossian (5 épisodes)
  - Desperate Housewives (2010) : Richard Watson (4 épisodes)
  - Mistresses (2013) : Thomas Winston Grey (2 épisodes)
- Treat Williams dans (8 séries) :
  - Everwood (2002-2006) : Dr Andrew « Andy » Brown (89 épisodes)
  - Brothers and Sisters (2006) : David Morton (4 épisodes)
  - Against the Wall (2011) : Don Kowalski (13 épisodes)
  - FBI : Duo très spécial (2012-2013) : Sam Phelps / James Bennett (6 épisodes)
  - À l'aube de la destruction (2013) : Max Salinger (mini-série en 2 épisodes)
  - American Odyssey (2015) : le colonel Stephen Glen (10 épisodes)
  - Blue Bloods (2016) : Lenny Ross (saison 6, épisode 12)
  - Chesapeake Shores (2016-2017) : Mick O'Brien (19 épisodes)
- David Starzyk dans (6 séries) :
  - Lost : Les Disparus (2005) : Brian Porter (1 épisode)
  - Les Experts : Manhattan (2005) : Charles Holden (1 épisode)
  - Les Experts : Miami (2006) : Nicholas Chandler (1 épisode)
  - The Client List (2012) : Jared Lawson (1 épisode)
  - Person of Interest (2014) : David  (1 épisode)
  - iZombie (2016) : Terrence Fowler (1 épisode)
- Bill Irwin dans (6 séries) :
  - Les Experts (2008-2011) : Nathan « Nate » Haskell (9 épisodes)
  - Lights Out (en) (2011) : Hal Brennan (8 épisodes)
  - New York, unité spéciale (2013-2017) : Dr Peter Lindstrom (14 épisodes)
  - Elementary (2014) : Richard Balsille (1 épisode)
  - Blue Bloods (2014) : le cardinal Brennan (2 épisodes)
  - Sleepy Hollow (2015-2016) : Atticus Nevins (4 épisodes)
- Kiefer Sutherland dans (4 séries) :
  - 24 heures chrono / 24: Live Another Day  (2001-2010 / 2014) : Jack Bauer (195 épisodes / 12 épisodes)
  - The Confession (2011) : le Confesseur (10 épisodes)
  - Touch (2012-2013) : Martin Bohm (26 épisodes)
  - Designated Survivor (2016-2017) : le président des États-Unis Thomas Adam « Tom » Kirkman (1re voix, 21 épisodes - [19 en saison 1[n 17] et 2 en saison 2])
- Glenn Morshower dans (4 séries) :
  - À la Maison-Blanche (2001-2002) : Mike Chysler (9 épisodes)
  - Dallas (2012-2013) : Lou Rosen (10 épisodes)
  - Castle (2013) : Michael Reed (1 épisode)
  - I'm Dying Up Here (2017) : Warren Hobbs (4 épisodes)
- Iain Glen dans (4 séries) : 
  - Game of Thrones (2006-2017) : Ser Jorah Mormont (1re voix - 48 épisodes, saisons 1 à 7)
  - MI-5 (2010) : Vaughn Edwards (7 épisodes)
  - Strike Back (2011) : Gerald Crawford (saison 2, épisode 5 et 6)
  - Hercule Poirot (2013) : Dr Willoughby (saison 13, épisode 1)
- David Meunier dans (4 séries) :
  - Jericho (2007-2008) : Russell (10 épisodes)
  - Justified (2010-2014) : Johnny Crowder (34 épisodes)
  - Burn Notice (2013) : Ben Snyder (1 épisode)
  - Legends (2014) : Richard Hubbard (3 épisodes)
- Ian Hart dans (4 séries) :
  - Journal d'une ado hors norme (2013-2015) : Dr Kester Gill (16 épisodes)
  - Bates Motel (2013) : Will Decody (2 épisodes)
  - Boardwalk Empire (2014) : Ethan Thompson (4 épisodes)
  - The Last Kingdom (2015-2017) : Beocca (15 épisodes)
- David Andrews dans :
  - JAG (2004-2005) : le major-général Gordon « Biff » Cresswell (17 épisodes)
  - Revolution (2012) : Bill O'Halloran (saison 1, épisode 6)
  - NCIS : Enquêtes spéciales (2015) : le secrétaire à la Défense des États-Unis Errol Coyne (saison 13, épisode 1)
- Will Patton dans :
  - Falling Skies (2011-2015) : le capitaine Dan Weaver
  - The Good Wife (2015) : Mike Tascioni
- Chance Kelly dans : 
  - Body of Proof (2011) : Gary Miller (saison 1, épisode 2)
  - House of Cards (2014) : Steve (3 épisodes)
- Neil Flynn dans :
  - The Middle (2011-2017) : Mike Heck (2e voix, 151 ép. - saison 2, ép. 17 à saison 8)
  - Scrubs (2015[n 18],[14]) : le Concierge (2e doublage - saison 2, épisode 22[n 18],[14])
- Lars Mikkelsen dans : 
  - 1864 (2014) : Thøger Jensen
  - The Team (2015) : Harald Bjorn
- Al Sapienza dans :
  - Shoot the Messenger (en) (2016) : Eric Lawson (8 épisodes)
  - Suits, avocats sur mesure (2017) : Thomas Bratton (3 épisodes)
- James Remar dans : 
  - Code Black (2016-2017) : Hutch
  - Gotham (2017) : Frank Gordon (3 épisodes)
- dans Dr House :
  - Dominic Purcell (saison 1, épisode 7)
  - Rif Hutton (saison 1, épisode 9)
  - Salvator Xuereb (saison 5, épisode 6)
  - Scott Dawson (saison 5, épisode 23)
  - Lee Tergesen (saison 6, épisode 5)
- 1999-2006 : Il commissario Montalbano : Salvo Montalbano (Luca Zingaretti) (1re voix - 14 épisodes, saisons 1 à 6)
- 2000-2007 : Gilmore Girls : Morey Dell (Ted Rooney (en))
- 2001 : Bush Président : Larry O'Shea (John D'Aquino)
- 2002 : Alias : Dr Nicholas (Austin Tichenor)
- 2002-2004 : Ed : Richard Vessey (Dan Lauria)
- 2003 : Les Enfants de Dune : Farok (Ivo Novák) et un Sardaukar Harkonnéen (Jan Filipenský) (mini-série)
- 2003 : Mission Pirates : le capitaine Blackheart (Colin Moody)
- entre 2003 et 2009 : American Chopper[n 19] : Paul Sr.
- 2005 : Le Destin de Lisa : Vincent Karski (Roman Rossa)
- 2006 : Invasion : Eli Szura (7 épisodes)
- 2007-2017 : Heartland : Jack Bartlett (Shaun Johnston) (1re voix, 173 épisodes)
- 2008 : Stargate Atlantis : un Wraith (saison 4, épisode 17)
- 2009-2010 : Lie to Me : Sharif Hamza Ali (Don Wallace) (saison 1, épisode 13), Charlie Eaton (John Diehl) (saison 3, épisode 7)
- 2011 : La Gifle : le narrateur (William McInnes)
- 2011 : Boardwalk Empire : Glenmore (Bill Camp)
- 2014 : Black Sails : le capitaine Dyfed Bryson (Langley Kirkwood)
- 2014 : Blacklist : Le légiste (Joseph Adams)
- 2014-2015 : Bankerot : Berggreen (Peter Gantzler)
- 2014-2015 : Reign : Christian de Guise (Gil Darnell)
- 2015 : Fargo : Joe Bulo (Brad Garrett) (saison 2)
- 2015-2017 : Bloodline : Danny Rayburn (Ben Mendelsohn)
- 2016 : Jour polaire : Rutger Burlin (Peter Stormare)
- 2016 : Wayward Pines : Dr Theo Yedlin (Jason Patric)
- 2016 : Westworld : l'homme en noir (Ed Harris) (1re voix)
- 2016 : Divorce : Robert (Thomas Haden Church) (1re voix)
- 2016 : American Crime Story : Robert Shapiro (John Travolta) (10 épisodes, saison 1 : L'Affaire O. J. Simpson)
- 2016 : Billions : Freddie Aquafino (Noah Emmerich) (saison 1, épisode 4)
- 2016 : The Crown : le prince Ernst von Hannover (Daniel Betts) (2 épisodes)
- 2016 : The Girlfriend Experience : Peter Gramercy (Martin Doyle) (saison 1, épisode 5)
- 2016-2017 : Shades of Blue : le lieutenant Matt Wozniak (Ray Liotta) (1re voix, 26 épisodes)
- 2016-2017 : Preacher : le « Saint des Tueurs » (Graham McTavish) (1re voix, saisons 1 et 2)
- 2016-2017 : Homeland : le général Jamie McClendon (Robert Knepper)
- 2017 : Sneaky Pete : l'inspecteur Winslow (Michael O'Keefe) (8 épisodes)
- 2017 : Wet Hot American Summer: Ten Years Later : Gorge Profonde (Joshua Malina) (3 épisodes)
- 2017 : Twin Peaks: The Return : Bradley Mitchum (James Belushi) (6 épisodes)

#### Séries d'animation
- Allô la Terre, ici les Martin : Georges
- Blue Dragon : Blue Dragon et le narrateur (saison 1 uniquement)
- Chobits : Jima
- Claymore : ?
- Code Geass : Diethard Reid, Andreas Darlton, Bismarck Waldstein
- Fairy Tail : Luxus Draer
- Fullmetal Alchemist : Détective (épisode 10)
- Galactik Football : Sonny Blackbones, Bleylock
- Ghost in the Shell: Stand Alone Complex : Borma
- Gundam 00 : Sergei Smirnov
- Gundam SEED : Kissaka Isaad, Ledonir Kisaka
- Harukanaru toki no naka de : Akram
- Hikaru no Go : Koyo Toya
- Iron Man : Obadiah Stane
- Kilari : voix additionnelles
- Le Secret du sable bleu : voix additionnelles
- MÄR : Alan
- Monster : Toshio Iwai
- One Piece : le narrateur (3e voix)
- Pokémon Générations : le narrateur de la bande-annonce
- RahXephon : Oji Futagami
- Rémi le marlou : le capitaine
- Saiyuki - Chronique de l'Extrême Voyage : Genjô Sanzô
- Spy Groove : Dr Ken
- Thundercats : Mumm Ra
- Tokyo Tribe 2 : ?
- Wolf's Rain : ?
- X : Kusanagi Shiyû
- Yu Yu Hakusho : Asato Kido
- 2001 : Shaman King : Silva
- 2007 : Gurren Lagann : Simon à 40 ans / narrateur et Guame
- 2007 : Les Simpson : Jack Bauer[n 13] (saison 18, épisode 21 : 24 Minutes)
- 2008-2017 : Wakfu : Ruel Stroud et Ashdur
- 2009-2010 : Star Wars: The Clone Wars : Hondo Ohnaka (1re voix), Orn Free Taa
- 2011 : MaxiMini : le narrateur
- 2011 : Le Petit Prince : Griffin (Planète de Géhom)
- 2011-2016 : Kung Fu Panda : L'Incroyable Légende : Hundun
- 2014-2016 : Les Mystérieuses Cités d'or : le capitaine de Pattala
- 2015-2016 : Star Wars Rebels : Hondo Ohnaka (1re voix)
- 2016 : Lastman : Dave McKenzie
- 2016 : Chasseurs de trolls : Angor Rot (1re voix)
- 2016 : Archer : M. Rompers
- 2016 : Star Wars : l’Aube de la Résistance : Han Solo
- 2016-2017 : Star Wars : Les Aventures des Freemaker : Han Solo et Hondo Ohnaka
- 2016-2017 : Les Super Nanas : Bossman, Eddie, voix additionnelles
- 2017 : Star Wars : Forces du destin : Han Solo

#### OAV
- Captain Herlock: The Endless Odyssey : Dr Peak et Yasu
- Devilman : Ryo Asuka
- Ghost in the Shell: Stand Alone Complex : Borma
- Space Symphony Maetel : Mente
- Tough : Tayama et Tenshu

### Jeux vidéo
Max Payne : Max Payne
- 2002 : Age of Mythology : Brokk, Khemsyt et divers personnages
- 2003 : La Grande Évasion : George Alexander, Bob Hendley et voix additionnelles
- 2003 : Medal of Honor : Soleil Levant : Phillip Bromley
- 2004 : Syphon Filter: The Omega Strain : Gary « Stone » Stoneman
- 2004 : The Getaway: Black Monday : le sergent Ben Mitchell
- 2005 : Marvel Nemesis : L'Avènement des imparfaits : Wolverine
- 2005 : Star Wars: Knights of the Old Republic 2 - The Sith Lords : Zherron
- 2005 : CT Special Forces: Fire for Effect : Stealth Owl
- 2005 : Tom Clancy's Splinter Cell: Chaos Theory : Frank Mason[n 20]
- 2006 : 24 heures chrono, le jeu : Jack Bauer[n 13]
- 2006 : Tom Clancy's Splinter Cell: Double Agent : voix additionnelles[n 20]
- 2007 : Team Fortress 2 : le soldat
- 2007 : Spider-Man : Allié ou Ennemi : l'Homme-Sable
- 2007 : Clive Barker's Jericho : le capitaine Devin Ross
- 2007 : FEAR Perseus Mandate : D. Passalaqua et Walt Gragg
- 2008 : Mortal Kombat vs. DC Universe : Batman et Shazam
- 2008 : Prince of Persia : voix additionnelles
- 2008 : Fallout 3 : la plupart des goules masculines
- 2008 : Resistance 2 : Capelli
- 2008 : Call of Duty: World at War : le sergent Roebuck[n 13]
- 2008 : Far Cry 2 : Hector Voorhees
- 2008 : World of Warcraft: Wrath of the Lich King : Terenas Menethil
- 2008 : Army of Two : Richard Dalton[n 20]
- 2008 : Naruto: The Broken Bond : voix additionnelles
- 2009 : Le Seigneur des Anneaux : L'Âge des conquêtes : le narrateur campagne du bien
- 2009 : FEAR 2: Project Origin : le colonel Richard Vanek
- 2009 : Wolfenstein : B. J. Blazkowicz
- 2009 : Call of Duty: Modern Warfare 2 : voix off spetsnaz multijoueur
- 2009 : Assassin's Creed II : Ange Politien[n 20]
- 2010 : Warhammer 40,000: Dawn of War II - Chaos Rising : le sorcier du chaos
- 2010 : Call of Duty: Black Ops : Lev Kravchenko
- 2010 : Split/Second Velocity : la voix off
- 2010 : Starcraft 2 : Jim Raynor[n 20]
- 2010 : BioShock 2 : L'Antre de Minerve : Nicholas Ingraham et Johan Mordhagen
- 2010 : Batman : L'Alliance des héros : Harvey Dent / Double-Face
- 2010 : God of War: Ghost of Sparta : Thanatos
- 2010 : Spider-Man : Dimensions : Norman Osborn / le Bouffon Vert (univers du Spider-Man noir)
- 2010 : Fallout: New Vegas : Raul Tejada[n 21]
- 2010 : League of Legends : Xin Zhao, Yasuo
- 2011 : Resistance 3 : Joseph Capelli
- 2011 : Call of Duty: Modern Warfare 3 : le capitaine, un journaliste
- 2011 : Anno 2070 : Rufus Thorne, le directeur général de Global Trust Corporation
- 2011 : Le Seigneur des anneaux : La Guerre du Nord : Farin d'Érebor
- 2011 : Dead Space 2: Severed : le colonel Victor Bartlett
- 2011 : The Elder Scrolls V: Skyrim : Nazir, rougegarde de la Confrérie Noire[n 20]
- 2011 : DC Universe Online : Gorilla Grodd
- 2011 : Star Wars: The Old Republic : voix additionnelles
- 2012 : Tom Clancy's Ghost Recon: Future Soldier : Scott Mitchell
- 2012 : Spec Ops: The Line : le colonel John Konrad
- 2012 : Of Orcs and Men : Styx
- 2012 : Far Cry 3 : Leonard[n 20] (multijoueur)
- 2012 : Resident Evil: Operation Raccoon City : le superviseur d'Echo Six
- 2012 : Call of Duty: Black Ops II : Lev Kravchenko, voix off contact radio des Mercenaires
- 2013 : Crysis 3 : voix additionnelles
- 2013 : DmC: Devil May Cry : Mundus
- 2013 : Company of Heroes 2 : les troupes de choc soviétiques
- 2013 : Skylanders: Swap Force : Spy Rise, Grim Creeper et Scorp
- 2013 : Dead Rising 3 : le général Hemlock
- 2013 : The Elder Scrolls Online : Maître Kasan (La Chute de Carzog) et le général Thoda (présent dans plusieurs quêtes)
- 2013 : The Bureau: XCOM Declassified : agent Carter
- 2013 : Disney Infinity : le général Rieekan
- 2013 : BioShock Infinite : voix additionnelles
- 2013 : Batman: Arkham Origins : voix additionnelles
- 2014 : Thief : l'Attrape-voleur
- 2014 : Destiny : Arcaniste exo
- 2014 : Wolfenstein: The New Order : B. J. Blazkowicz
- 2014 : Watch Dogs : voix additionnelles[n 20]
- 2015 : Wolfenstein: The Old Blood : B. J. Blazkowicz[n 20]
- 2015 : Heroes of the Storm : Raynor
- 2015 : Assassin's Creed Syndicate : Álvaro Gramática[n 20]
- 2015 : Battlefield Hardline : Sergent Carl Stoddard
- 2015 : Mortal Kombat X : Quan Chi[n 20]
- 2016 : Ratchet and Clank : Grimroth Razz
- 2016 : Call of Duty: Infinite Warfare : l'amiral Frederick Raines
- 2016 : Homefront: The Revolution : Jack Parrish
- 2016 : Californium : voix additionnelles[n 20]
- 2017 : Horizon Zero Dawn : Uthid
- 2017 : Injustice 2 : Gorilla Grodd[n 20]
- 2017 : Starcraft: Remastered : Jim Raynor[n 20]
- 2017 : La Terre du Milieu : L'Ombre de la guerre : divers Uruks, Gaz[n 20]
- 2017 : Lego Ninjago, le film : Le Jeu vidéo : Maître Wu
- 2017 : Star Wars Battlefront II : l'amiral Garrick Versio[n 20]

## Voix off

### Documentaires
- Air Crash (aussi appelé Danger dans le ciel ou anciennement Mayday : Alerte maximum)
- Otzi la momie des glaces (France 5)
- 1983, au bord de l'apocalypse (Arte)
- Jurassic Park, une histoire vraie ? (Science et Vie)
- À la conquête de l'espace, voix de Steve Nicolson (Sergueï Korolev), documentaire BBC de 2005
- Les Énigmes de l'Histoire sur Numéro 23

### Radio
- depuis ?-2017 : voix antenne de Radio Alouette[15],[4]

### Autres
- 2005-2012 : Dirty Jobs : voix de Mike Rowe sur Discovery Channel et RMC Découverte (émission de téléréalité)
- 2007-2014 : Cauchemar en cuisine : voix off du narrateur (émission de téléréalité)
- 2012-2017 : Le Convoi de l'extrême : Darrell Ward (1re voix - saisons 6 à 10)
- 2016 : The West par Robert Redford (en) (The American West) : Robert Redford, interview sur son rôle dans le film Butch Cassidy et le Kid (série documentaire détaillant la période historique du Far West aux États-Unis durant la période de 1865 à 1890)
- 2016-2017 : voix off pour la publicité des programmes sur la chaîne Toonami (rebaptisé Warner TV Next depuis 2023)
- 2017 : Alien : La Sortie des profondeurs de Tim Lebbon : Chris Hooper[n 22] (fiction audio)